# كيارا كاينيرو
كيارا كاينيرو (من مواليد 24 مارس 1978) هي لاعبة رماية رياضية إيطالية فازت بالميدالية الذهبية في لعبة السكيت في دورة الألعاب الأولمبية الصيفية 2008. في 41 من عمرها، تأهلت إلى الألعاب الأولمبية الصيفية 2020 في طوكيو، اليابان. شاركت كاينيرو في ثلاث دورات أولمبية، لتصبح أول امرأة إيطالية تفوز بالميدالية الذهبية في رماية السكيت في أولمبياد بكين. وقد فازت أيضًا بميدالية فضية وبرونزية في بطولة العالم للاتحاد الدولي لكرة القدم.